# Ляски връх
Мегалитно светилище Ляски връх се свързано със сакрализирания Лясковски връх от южните склонове на Пирин планина.
Лясковския връх (познат още като Ляски връх, Св. Дух и Бориката) се извисява самостоятелно и е разпознаваем в релефа и в пейзажа на Южен Пирин със специфичната си форма и значителна надморска височина (1447 м). Той определя югозападния хоризонт на Неврокопската котловина. Склоновете му са стръмни и покрити с гъста растителност. Северозападният склон е отвесен, наподобяващ откос и осигурява връзката му със съседните върхове Острец (1098 м) и Св. Костадин към хребета на Южен Пирин. Южният склон също е отвесен и труднодостъпен. Най-полегат е източният склон, който се спуска към Гоцеделчевското поле. Той е покрит с гъста растителност от бор, хвойна и габър. На височина от около 1100 м склонът преминава в нисък рид, в самия край на който е Светигерската скáла, откъдето отново започва да се спуска стръмно към равнината, наподобявайки отвесна стена.

## Описание и особености
Проучването на обекта е извършено съвместно от научен екип през 2004 г., ръководени от проф. Васил Марков и ст.н.с. д-р Ангел Янков (ЮЗУ „Неофит Рилски, гр. Благоевград), по време на традиционния празник Св. Дух. Артефактите от езическия култ в традиционните ритуали включват жертва на черен овен при изгрев слънце над скалната яма-жертвеник. В нея задължително изтича кръвта на жертвеното животно, където се пуска като дар и черното руно на овена, а също монети и обредни хлябове. Правят се възлияния с остатъка от обредната храна, която не може да се изнася извън ообсега на светилището. Изпълнява се и ритуално хоро със змиевидна стъпка и форма около ямата жертвеник, като според проф. Васил Марков следите от мъжка и женска инициация тук допълват богатите следи от древен култ.

## Датиране
Древнотракийското светилище на Лясковския връх е функционирало през езическия период от І хил. пр. Хр. до края на ІV век сл. Хр. Откритият подемен керамичен материал свидетелства, че тук култовите действия са продължавали и през Средновековието, и през Възраждането, макар и вече в християнизиран вид, вероятно близък до този, който се практикува и в наши дни.

## Предания и легенди
Легендарният материал дава основание да се твърди, че в тракийската древност на мегалитно светилище „Ляски връх“ е почитано божество, чийто зооморфен образ е змеят-гръмовержец, господар на планината и дарител на плодородието – древно сезонно божество, притежаващо едновременно соларни и хтонични функции.
Този образ е запазен в легендите за змея-стопан и покровител от Лясковския връх. Най-рано записаната легенда разказва за Стария змей, който живеел на Али ботуш, откъдето нареждал облаците, разнасял дъжд, градушки, гръмотевици и светкавици. Той имал двама сина и те змейове. Когато остарял, започнал да изпраща синовете си да вършат неговата работа – вече те пазили синорите, нареждали облаците, разнасяли дъжд и с гръмотевици и светкавици прогонвали халите, понякога изпращали и градушка. По-малкият син станал в покровител на плодородното Неврокопско поле, след като се оженил за мома от Мосомище на един от големите пролетни празници – Великден. На Великден змеят прелетял над Мосомище и забелязал, че празничното хоро се води от гиздавата попова щерка Топлица. Змеят харесал момата, гръмнал, треснал и я грабнал. Баща му не одобрил постъпката, изгонил сина си от Али ботуш и младият змей заживял със своята невеста в пещерата под Светигерската скáла. Така Светигерската скáла, разположена между Горно Ляски и Мосомище, на самия ръб на скален рид, от който източният склон на Лясковския връх продължава стръмно към равнината, се превръща в първия топос на змейските легенди. 
Продължението на легендата поставя още два топоса, свързани с легендата за змея и момата – изворът Топлицата и пещерата на Лясковския връх. Попът събрал чета от млади момци и дълго търсили Топлица в Пирин планина, но не успели да я открият. През лятото един ден попът и попадията жънели пшеница на нива току над Топлицата. Надвечер попадията се прибрала да сготви вечеря, а попът останал, за да събере сухи дърва и да натовари магаренцето си. Покатерил се нагоре, но дървата не му харесали, като да речеш, че нещо го теглило нагоре. Изкачил се на Светигерската скáла и видял там керка си сама, но облечена в сърмени дрехи и жълтици. Змейовата невеста поканила баща си в пещерата, нагостила го, поприказвали си и го проводила да си върви, защото наближило да си дойде змеят. На тръгване момата дала на баща си пълен чувал, като му заръчала да не го отваря, преди да стигне вкъщи. Чувалът бил много лек и попът решил все пак да го отвори и да види какъв подарък му е дала щерка му. Като го отворил, с изненада видял кромидени люспи. Ядосал се и ги изсипал на земята, но прибрал чувала, за да го използва за работа. Момата видяла какво направил баща ѝ, изплашила се, че змеят ще научи всичко, разплакала се и помолила Бог: Господи, дай една вода, да ги износи, да не ги види змея! Да ги износи, да ги нема тука! Попът се прибрал и разказал на попадията. Тя се усъмнила, изтръсила чувала и останалите в него две люспи веднага се превърнали в злато. Тогава жена му го упрекнала: Пустички попе, скоро да събереш тези шлюпки къде си ги изтърсил и да ги донесеш тука – тия са жълтици от керка ни! Попът се втурнал към мястото, но от там вече извирала голяма река с топла вода, известна и днес като Топлицата. Така изворът Топлицата, разположен в полето под Светигерската скáла, също възниква във връзка със змея.
Краят на легендата маркира още един топос – пещерата (карстов отвор понор) на Лясковския връх. Змеят, който лети високо и всичко вижда и чува, все пак научил за посещението на попа при дъщеря му. Разбрал, че домът му е разкрит и го изместил високо в планината – в пещерата на Лясковския връх, където е и досега. В старо време много хора го са виждали на Бориката, отдето чувал синорите, но вече не се показва, защото хората станали дяволи и излезнали пушките.
Древното име на Ляски връх е Св. Дух (Бориката) така е отбелязан в старите карти на Пирин планина. Преданието гласи, че в далечното минало жителите на с. Старо Ляски, разположено на източния склон на върха, издигали в култ вековните дървета и високата планина. Наличието на голяма дупка в мраморизираните варовици на самия връх (тя всъщност е карстова форма, наречена „понор“) дало основание на хората да вярват, че именно тук е обиталището на Светия Дух. От неговата воля според легендите зависели капризите на природата – дъжд, суша, студ, жега, и съответно годишната реколта и поминъкът. Това е отразено в една стара песен, която се пее на събора на върха организиран на Великден всяка година. Ритуалът е съпроводен с хороводно обикаляне на дупката в скалите и поклон пред Духа – третото лице на Бога.

## Празници и обредни практики
Най-важният празник, честван на Лясковския връх е св. Христофор, отбелязван на 22-ри май с голям общоселски курбан. Сред местното население празникът е по-известен като св. Дух, а в миналото е възприеман като по-тежък от Великден.
Почитането на св. Дух на Лясковския връх започва на зазоряване, когато ергени от Ляски, прекарали нощта на върха, поставят икона на св. Христофор край пещерата. След това принасят в жертва черен овен и се стараят кръвта на животното да изтече в дупката. Следва одиране на руното, в което увиват вътрешностите и рогата на животното, за да ги спуснат в пещерата. Месото на жертвения овен се нарязва и сварява за курбан.
В Горно Ляски празникът започвал с литургия в църквата „Св. Георги“. Тържественият камбанен звън след литургията бил знак, населението да тръгва към върха. Първи тръгвали момите в предженитбена възраст. Те излизали от селото по така наречената „Женска пътека“ и пеели обредна песен, посветена на Елена Дукена. Над селото шествието на момите се сливало с това на останалите поклонници и се оформяла впечатляваща върволица от хора.
На върха всеки един се покланя пред иконата на св. Христофор, пали свещи, оставя в дарове монети, цветя и донесени специално за празника пити и баници. Наред с жителите на Ляски, пристават и жители на околните села  Мосомище, Копривлен, както и от гр. Гоце Делчев. Около обед се извършва празнична литургия, водосвет и освещаване на курбана, последвани от обредни трапези на родов принцип.
Преди напускането на върха, възрастните жени играят обредно хоро със змиевидна стъпка. С него те обикалят около отвора на пещерата и пеят обредна спасен -  призив към св. Дух да донесе влага и добра реколта - Ой, миленки Свети Духо, кога гръмнеш, кога тряснеш, всичка се земя затриса...
Празникът продължава в местността „Въпата“ където се играят хора и се демонстрира сила чрез повдигане на камък. 

## Древен свещен път
Според проф.Васил Марков светилището при Ляски връх стои на пътя на поклонниците от Атон на Халкидическия полуостров, Беломорието и долината на р.Места към Рилския манастир, което древно трасе е маркирано от множество още значими древнотракийски мегалитни светилища от двата бряга на р. Средна Места, които са проучени с теренни обхождания от научна експедиция „Тракийски светилища от Западните Родопи, Пирин и Рила“ между 2001 и 2007 г. (Организирана от ЮЗУ „Неофит Рилски“ – Благоевград, НАИМ при БАН – София и Регионален етнографски музей – Пловдив.) – Ляски връх, Пиленцето, Острец, Митровица; Св. Петка, край с.Обидим; Попово езеро; Св. Текла и Код каменю. Към тези ново регистрирани светилища проф. Марков добавя и проучваните по-рано светилища Бабяк и Столоватец. Той предполага, че вероятно става дума за свещен път, който използвали трибалите при похода си срещу Абдера и по който, според него, е минал обратно Александър Македонски в похода си срещу тях в 335 г. пр. Хр. Това е и най-краткото трасе между Амфиполис – началната точка на похода на Александър Македонски и територията на трибалите от Северозападна Тракия. В подкрепа на тази теза са изводите на проф.Иван Маразов, че чуждите завоеватели в Тракия често следват трасетата на свещените пътища, като мито-религиозна форма за завладяването и приобщаването на страната.